# Microcebus margotmarshae
Microcebus margotmarshae е вид бозайник от семейство Лемури джуджета (Cheirogaleidae). Видът е застрашен от изчезване.